# Univerzitetni hokejski klub Svoboda
Univerzitetni hokejski klub Svoboda (kratica UHK Svoboda) je slovenski klub hokeja na travi. Klub je bil ustanovljen leta 1982 in je prenehal z delovanjem v sezoni 2003/2004. Ustanovili so ga prekmurski študentje ljubljanske univerze (Jože Korpič), katerim se je pridružil Zdravko Lipovšek. Do sezone 1996/1997 je klub nastopal pod imenom HK Svoboda, od sezone 1997/1998 naprej se je preimenoval v UHK Svoboda.
V prvem desetletju delovanja je klub, na takratnem republiškem nivoju, leta 1987 osvojil naslov dvoranskega prvaka in leta 1989 pokalno prvenstvo Slovenije. V bivši Jugoslaviji so večino časa nastopali v 2. zvezni ligi (zahod). Leta 1985 so kljub jesenskemu naslovu osvojili 2. mesto. Zmagali pa so tudi na nekaterih močnih domačih turnirjih (Maribor 1984, Čepinci in mednarodni turnir v Murski Soboti 1985, Klub je bil nato leta 1992 prvi državni prvak v hokeju na travi v samostojni Sloveniji. Ključni igralci v ekipi so bili poleg legendarnega vratarja Zdravka Lipovška še Alojz Novak, Igor Zupančič, Vojko Nagode, Vojko Bratec, Marjan Crnčec, Vladimir Ban, Matej Giacomelli ..., ki so vsi nastopili za državno reprezentanco na njunih prvih tekmah proti Hrvaški. Svoj drugi naslov državnega prvaka pa je klub osvojil leta 2002, ko je bila ekipa popolnoma prenovljena.
Največje uspehe je klub sicer dosegal v dvoranskem hokeju, kjer je v letih 1992, 1993, 1995, 1997, 1998, 1999 in 2002 sedemkrat osvojil naslov državnega dvoranskega prvaka v samostojni Sloveniji. Uspešno je tekmoval tudi na evropskih klubskih dvoranskih prvenstvih skupine C, kjer je osvojil eno tretje mesto in bil dvakrat četrti. Bronasta medalja iz prvenstva leta 1998 v Beogradu, je tudi prva medalja kateregakoli slovenskega kluba na evropskih klubskih prvenstvih.
Glavni razlog za prenehanje delovanja edinega ljubljanskega kluba je bil v tem, da si klub ni uspel zagotoviti igrišča z umetno podlago, ki je predpogoj za moderno igro hokeja na travi. Predhodniki kluba so bili številni kratko delujoči ljubljanski klubi. Najprej kluba Enotnost in Ljubljana (leta 1949), kjer so s hokejem na travi začeli študentje današnje fakultete za šport (tedanji Zavod za fizkulturo) pod vodstvom kapetana Šubata, ki je igro prinesel iz Zagreba. Združeni so odigrali tudi dve tekmi z reprezentanco Zagreba in doma remizirali z 1:1 in v gosteh izgubili z 1:2. Na turnirju glavnih mest pa so zasedli 4. mesto. Naslednje leto so zasedli na istem turnirju 5. mesto. Sledile so prve težave in razpad Enotnosti ter nastanek novega kluba Gradis, ki je na jugoslovanskem državnem prvenstvu zasedel 4. mesto. Že naslednje leto pa je razpadel tudi Gradis, ki ga je nadomestil Železničar, ki pa se je že leta 1952 preimenoval v Ilirijo, ki pa le enkrat sodeluje na DP in nato razpade. Sledi nekaj let zatišja, ko se s hokejem v Ljubljani ukvarja le nekaj prekmurskih študentov. V 60. letih se za kratko pojavita še ekipi Slovana (1964) in Mladosti (1965-66).